# ユディト・レイステル
ユディト・レイステル （Judith Jans Leyster、Leijsterとも。1609年7月28日 - 1660年2月10日）は、オランダの画家。静物画・肖像画で知られる。 

## 生涯

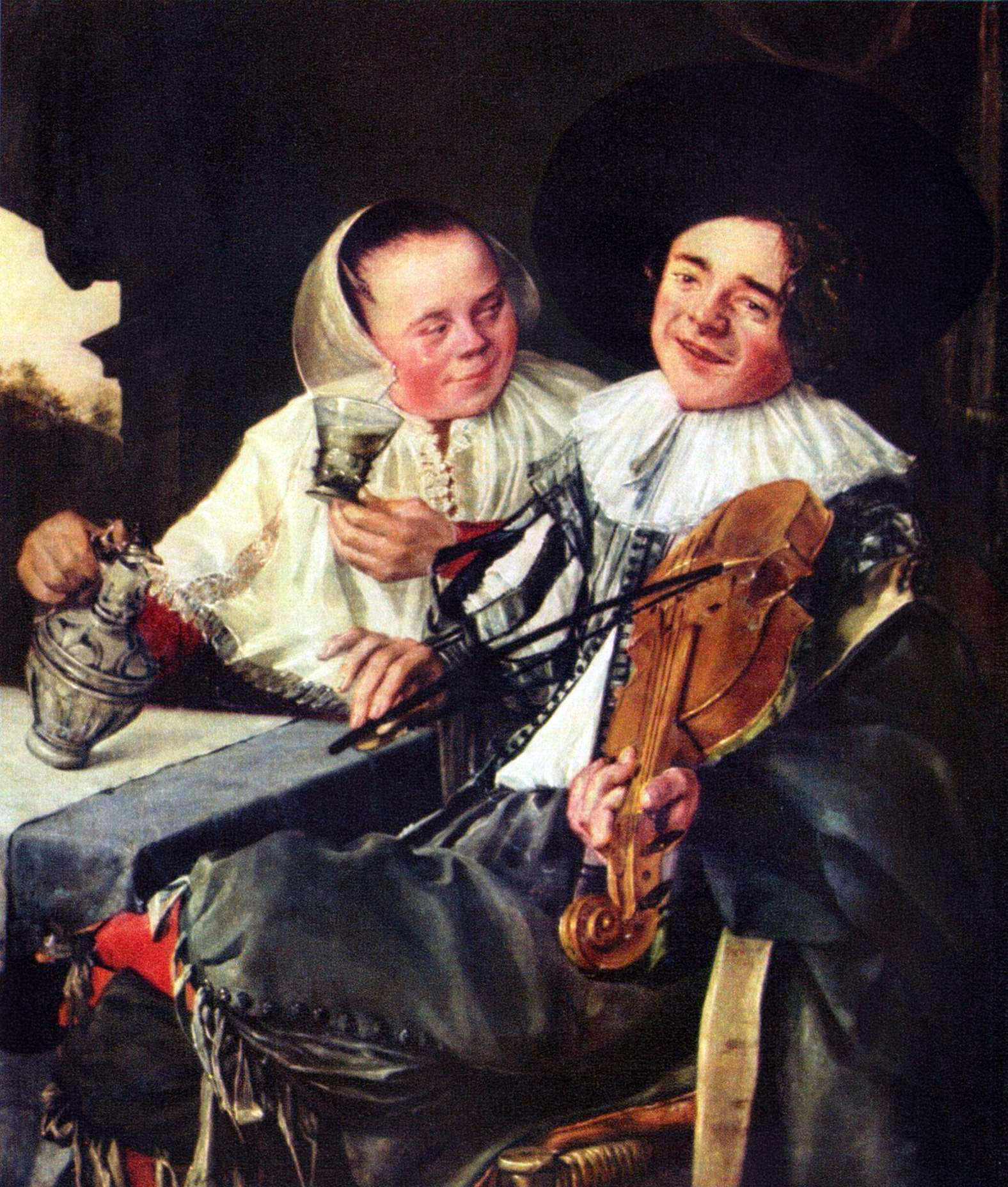
『幸せな夫婦』, 1630年、ルーヴル美術館蔵

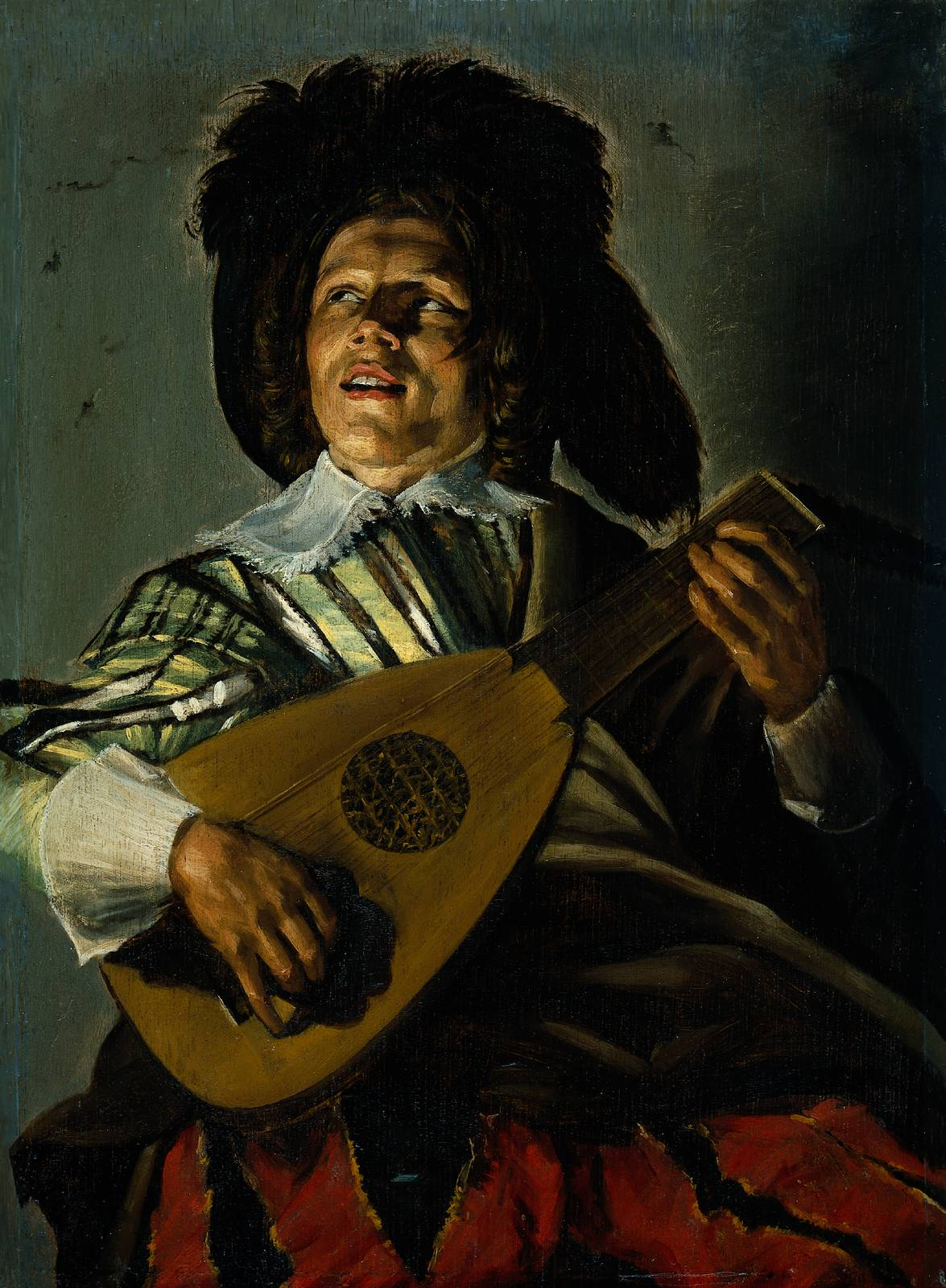
『セレナーデ』, 1629年、アムステルダム国立美術館蔵

レイステルはハールレムで、地元の醸造業者で衣類業者のヤン・ウィレムスゾーン・レイステルの第8子として生まれた。彼女が画家として修行した細部は不確かである。詩人サムエル・アンプジングの書いた本に登場する、レイステルの記述が有名である。
レイステルはハールレムで活躍していたFrans Pietersz de Grebberの元に弟子入りした。彼女は1633年にハールレムの聖ルカ組合の一員となった。組合には2人しか女性がいなかった。組合にいた2年の間に、彼女は3人の男性見習いをみていた。記録によると、レイステルはフランス・ハルスがやってきて三日もしないうちに、彼女の弟子の一人を引き抜こうとしたとして公に訴えた。弟子の母親はレイステルが損害賠償を要求した額の半分の4ギルダーを払った。弟子が戻ってくるとすぐ、ハルスは3ギルダーの罰金を払うことで責任を処理した。レイステルは、組合に属する弟子をハルスの弟子として登録させないためにも上手くやったのだった。
1636年、レイステルは同業で少々才能があり多作なヤン・ミーンセ・モレナールと結婚した。ハールレムよりも収入が上がることを期待して、夫妻は非常にしっかりとした芸術市場を持つアムステルダムへ移り住んだ。2人はそこに11年間暮らした。夫妻には5人の子供が生まれたが、成人したのは2人だけだった。夫妻がヘームステーデ（現在の北ホラント州の都市）へ移ってまもなく、1660年にレイステルは50歳で死んだ。
レイステルが実質的に活動した期間は、子供を生むまでの期間と同時期の1629年から1635年までである。1635年以後に描いた作品で知られるのは2点のみである。1643年からチューリップについての本に2点の挿絵を描いたもの、1652年から描いた1点の肖像画である。
その生涯の間、同時代の画家たちに尊敬されたことからよく知られていたが、レイステルと作品は大部分がその死後に忘れ去られた。レイステルが再発見されたのは1893年だった。ルーヴル美術館がフランス・ハルス作品として購入したものが、実際はユディト・レイステルにより描かれたものだった。売人が、レイステルのしたためた署名のモノグラムを変えていたのである。最後の数年でいくらか変わったものの、芸術史家はそれまでハルスの追従者か模倣として彼女を忘れてしまっていた。

## レイステルとフランス・ハルス
レイステルの、プロの画家としてのハルスとの関係は明らかになっていない。彼女は彼の門下生または、親しい仲間であったらしい。レイステルは、1630年代初めに生まれたハルスの娘マリアの洗礼に立ち会っている。ユディト・ヤンスという出席者氏名の記録が残っているが、ハールレムにはユディト・ヤンスという同姓同名の人物が複数いた。たとえレイステルの作品『陽気な酒飲み』（1629年頃。現在アムステルダム国立美術館蔵）が、ハルスが1627年頃から1628年に描いた『陽気な酒飲み』（アムステルダム国立美術館蔵）と非常に強く似かよっているとしても、フランス・ハルスの元でレイステルが修行したという証拠はなにも記録されていないのである。一部の歴史家たちは、2人の作品が似かよっているため、ハルスはレイステルの師匠だったと主張している。

## 作品
レイステルは、家族内の光景を特に刷新した。彼女は全体的に家庭における女性の光景を創作し、こういった主題は1650年代までオランダで人気のないものだった。その他の作品の大半は、同時代の画家の多く、ハルスやユトレヒト・カラヴァッジョ派のヘンドリック・テル・ブルッヘン、ヘラルト・ファン・ホントホルスト、ヤン・ステーンらと現実に似ている。これらの画家の作品では、一般的に居酒屋や他の遊興の光景など、オランダ中産階級の富裕層の関心と嗜好に迎合するものが多かった。

## ギャラリー

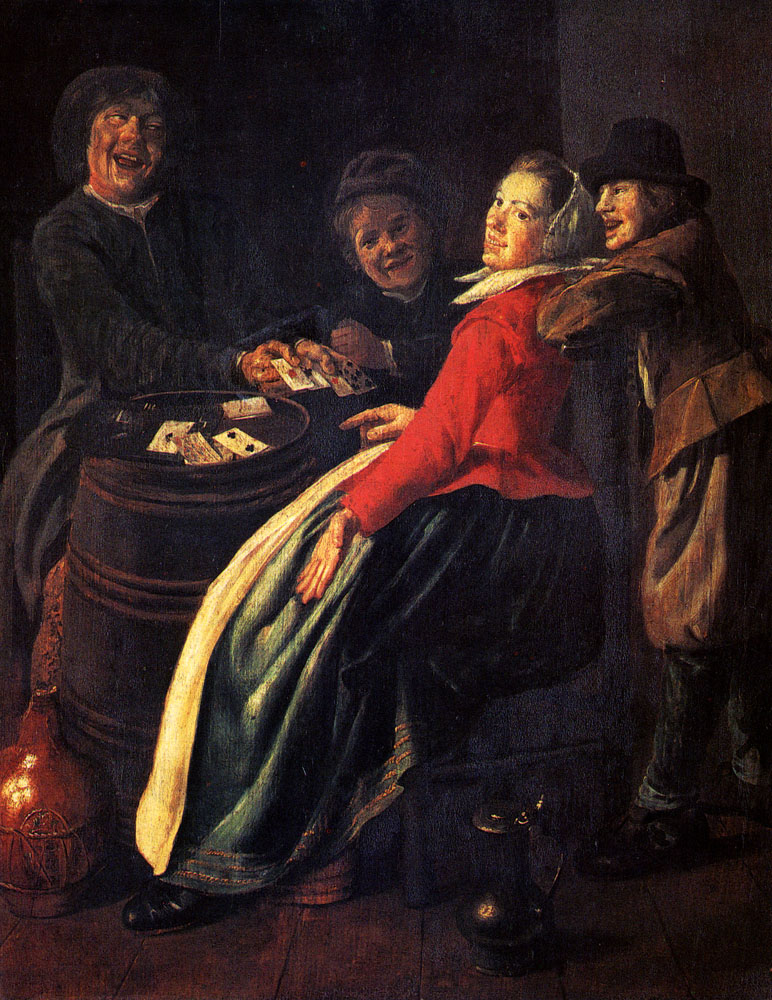
『トランプゲーム』
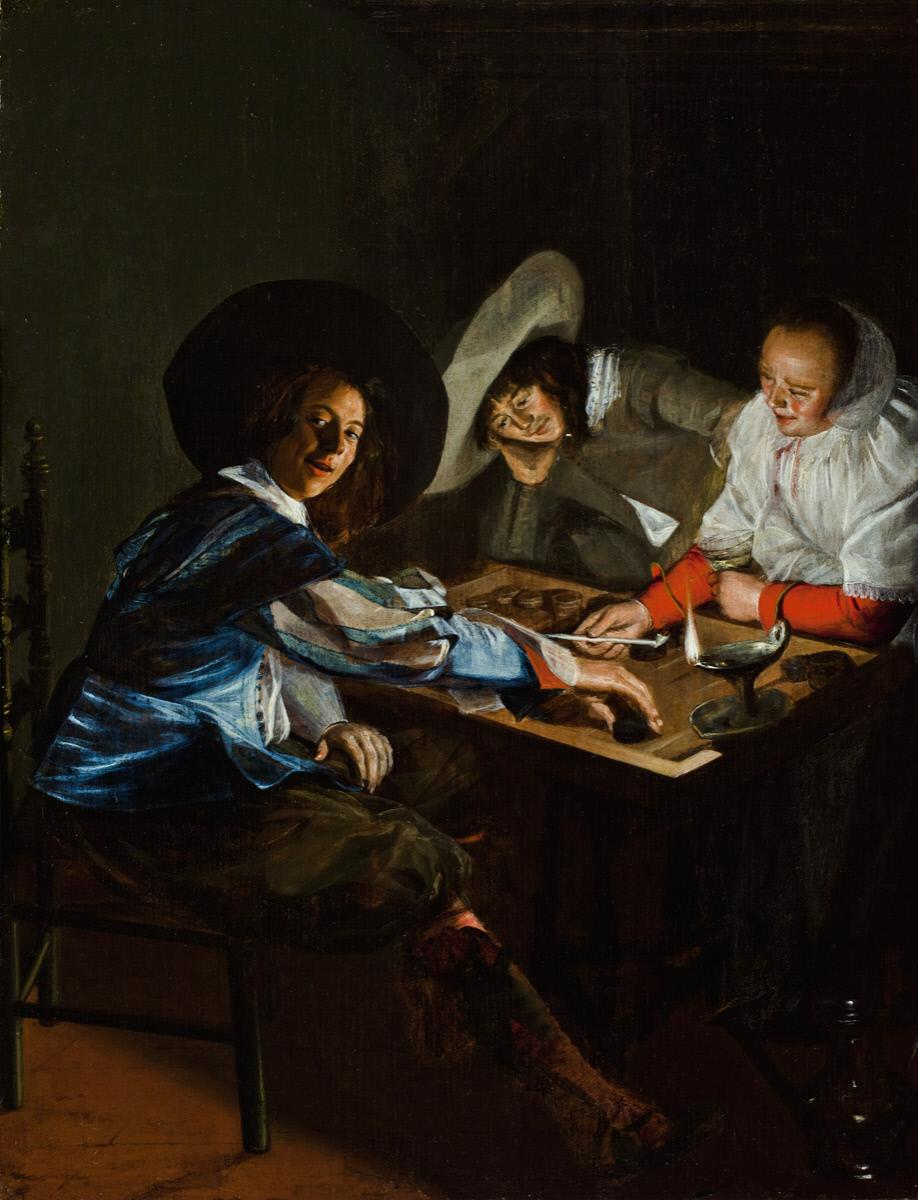
『トリックトラックのゲーム』(1631年ごろ) ウースター美術館（英語版）
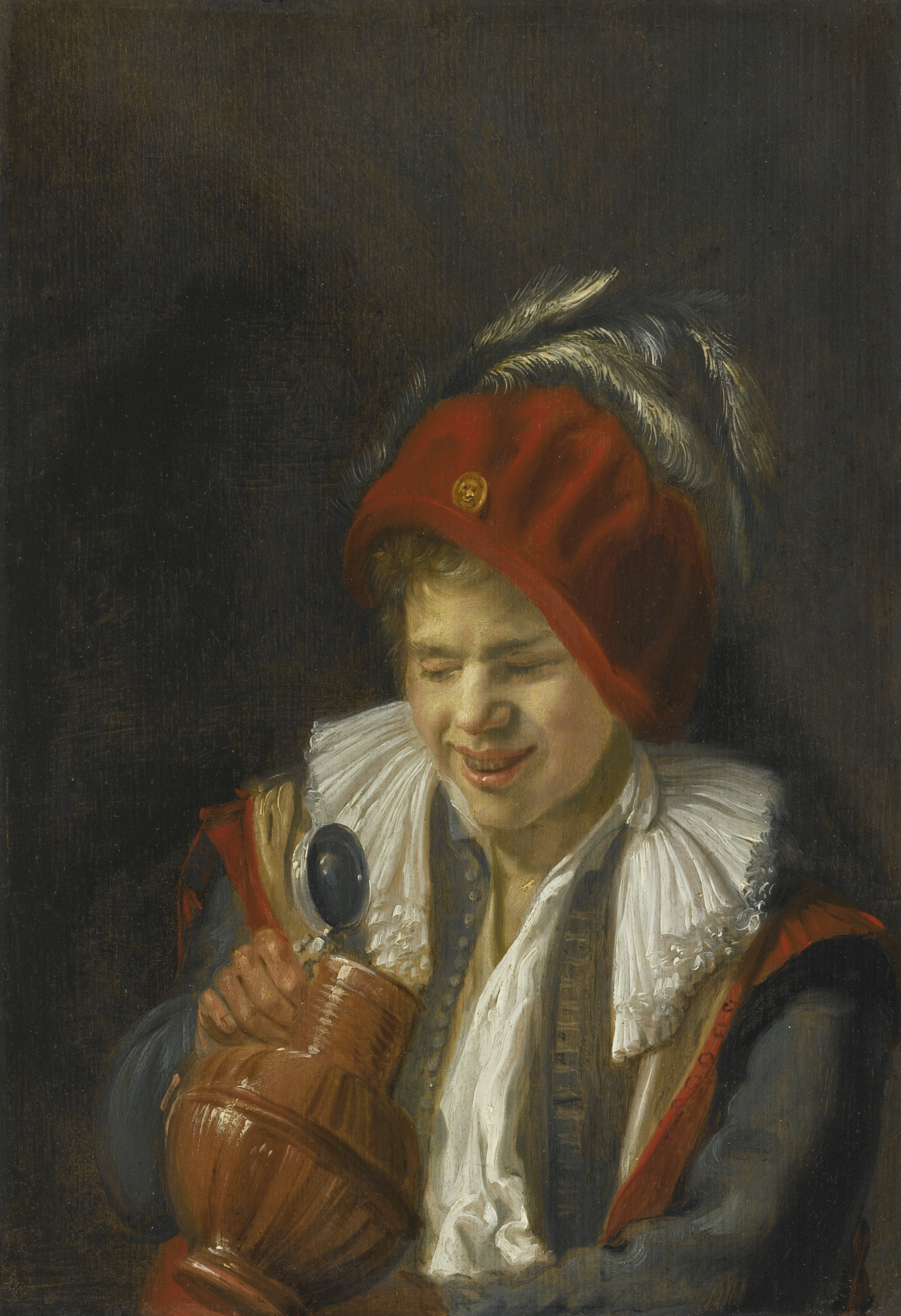
『水差しを持つ若者』
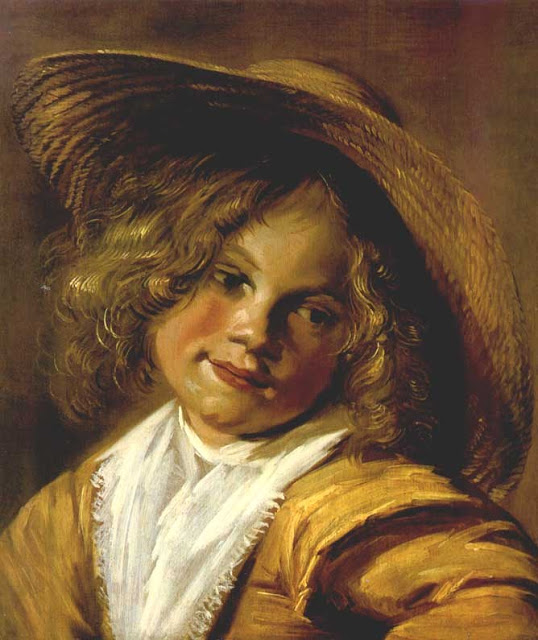
『子供の肖像』
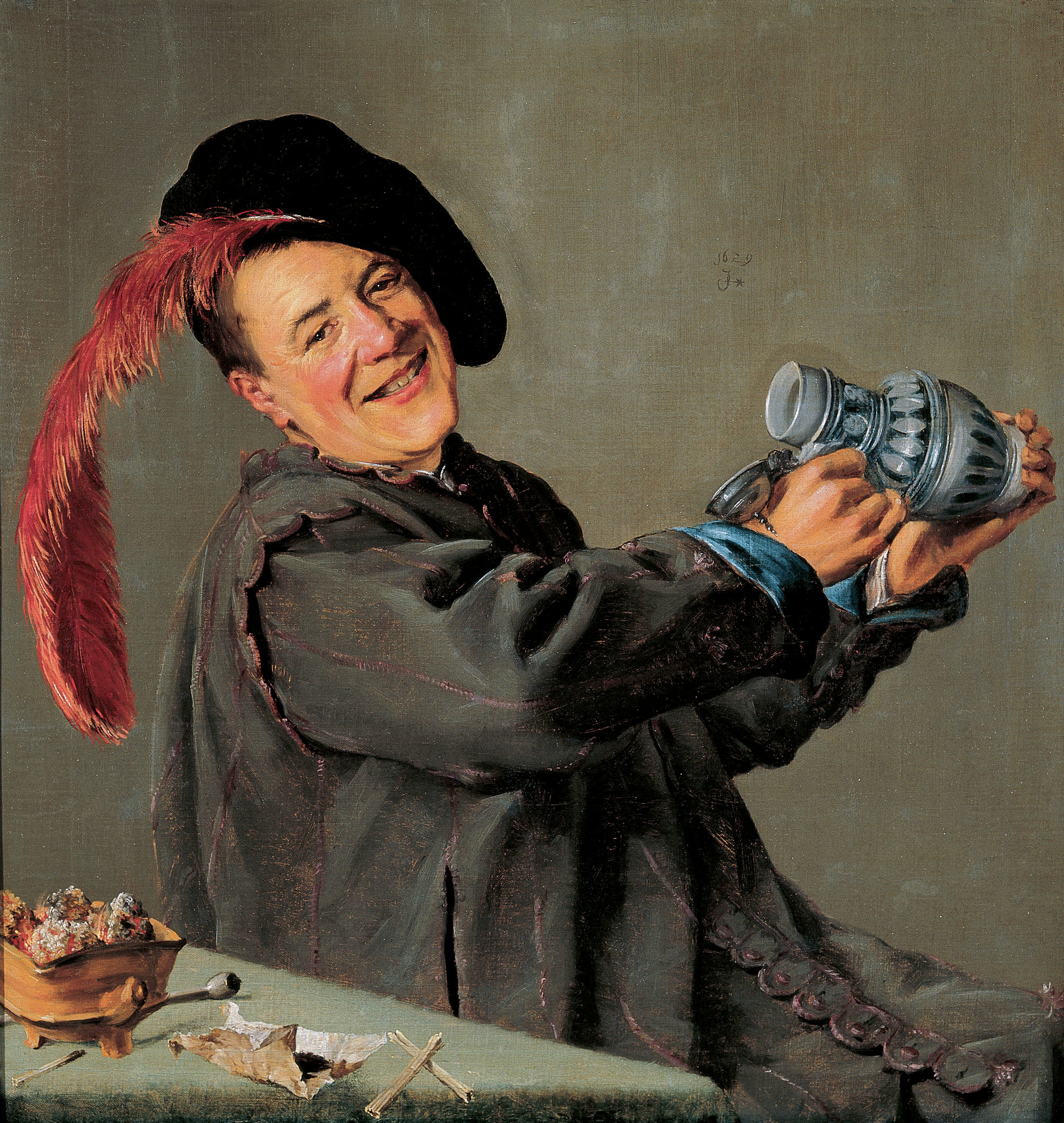
『陽気な酒飲み』(1629年) アムステルダム国立美術館
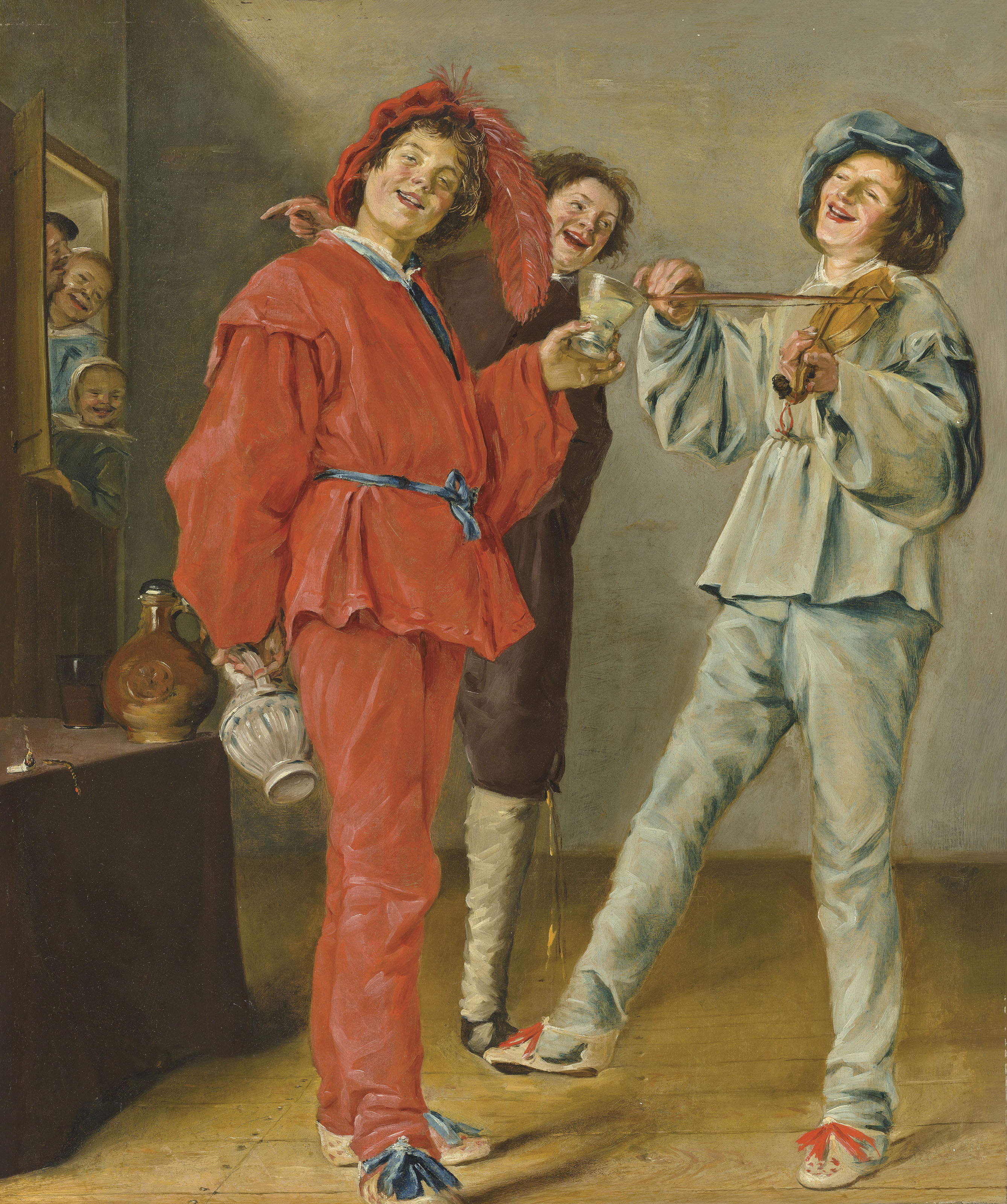
『陽気な三人』
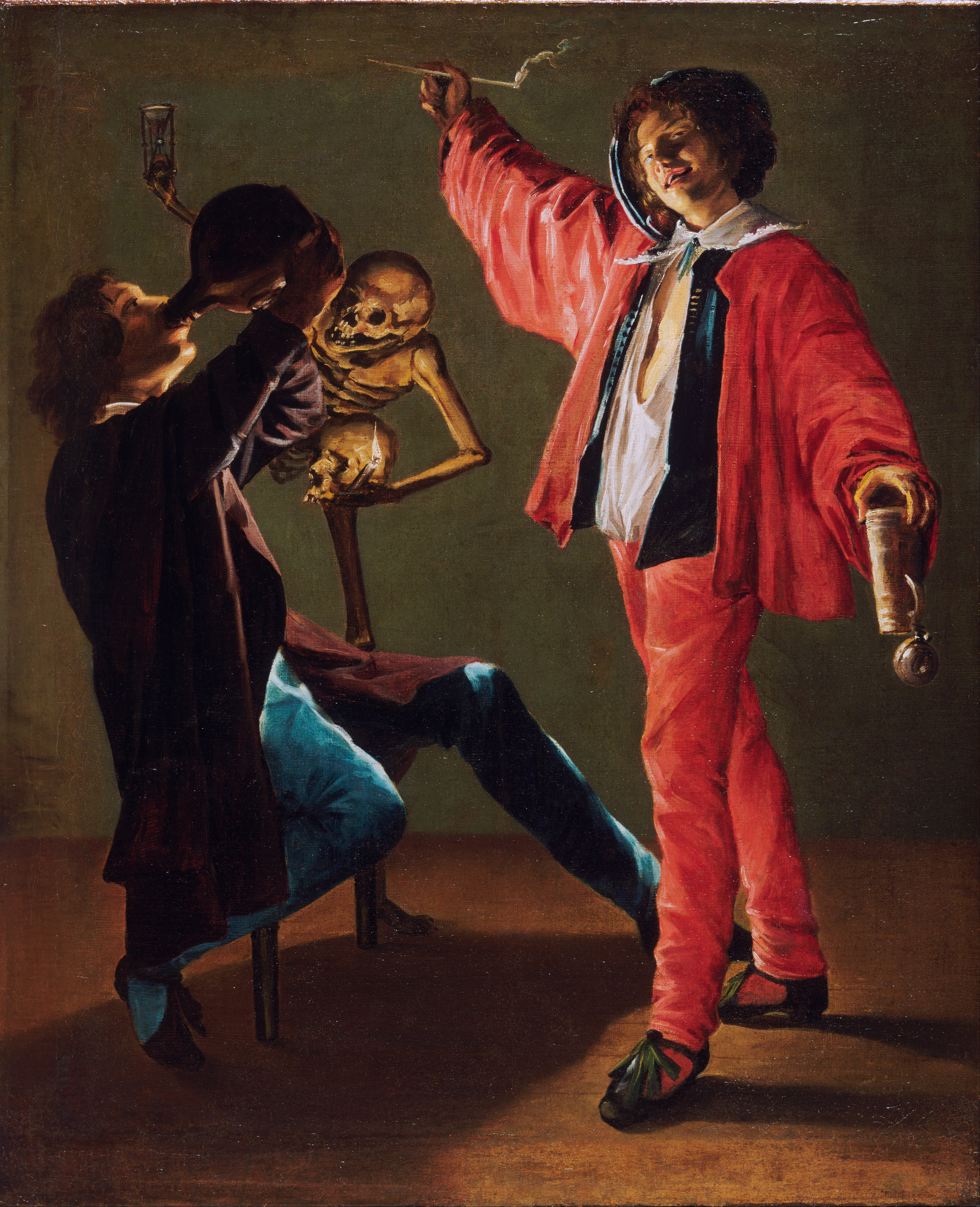
『最後の一滴』(1629年頃) フィラデルフィア美術館
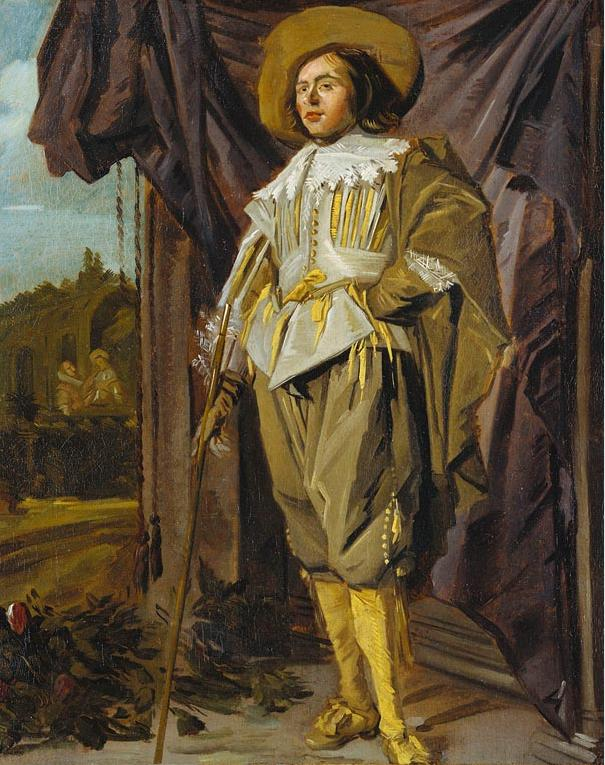
『立ち姿の騎士』(1630年頃) ロイヤル・コレクション、ロンドン
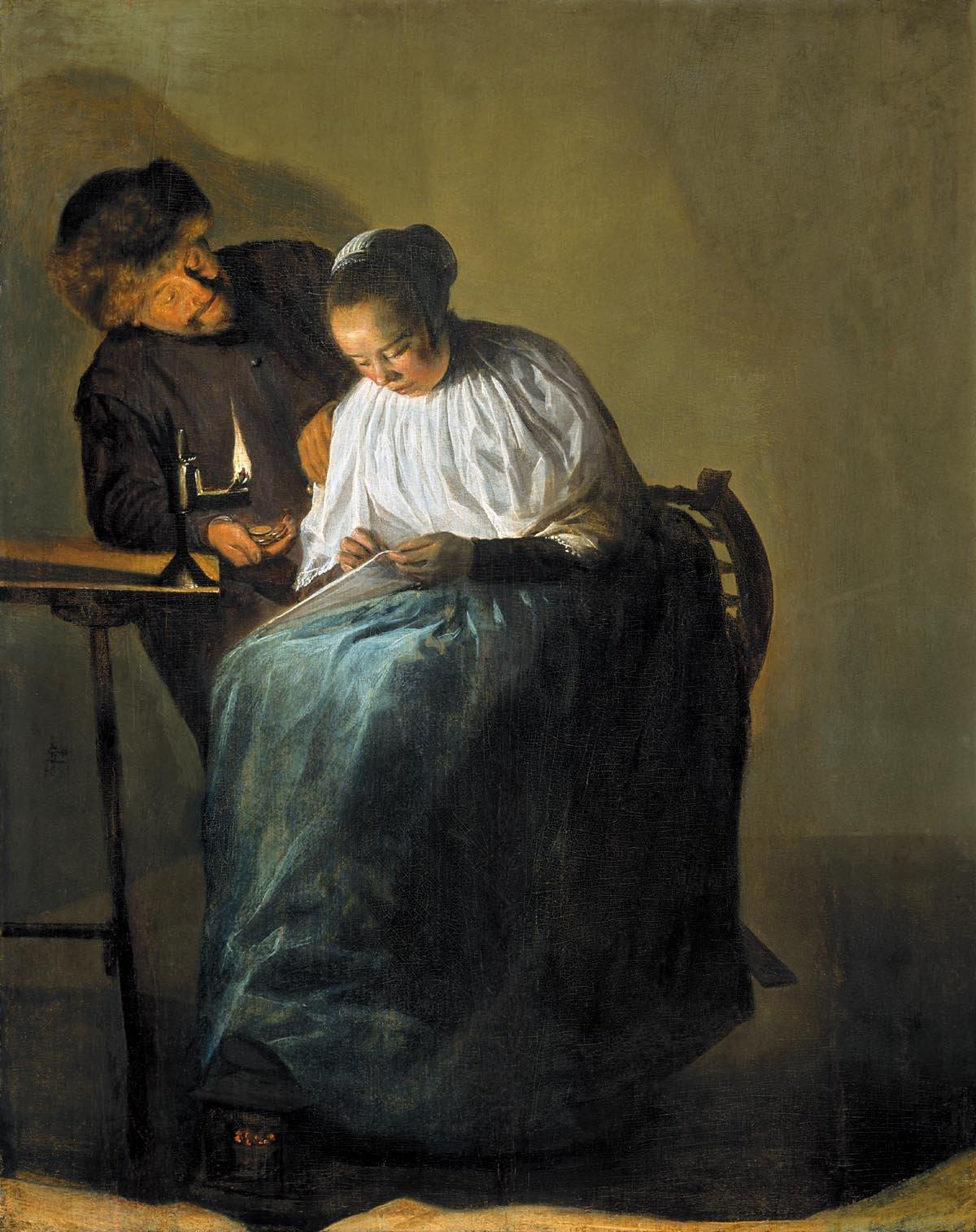
『誘い』(1631年) マウリッツハイス美術館
『ある男の肖像』
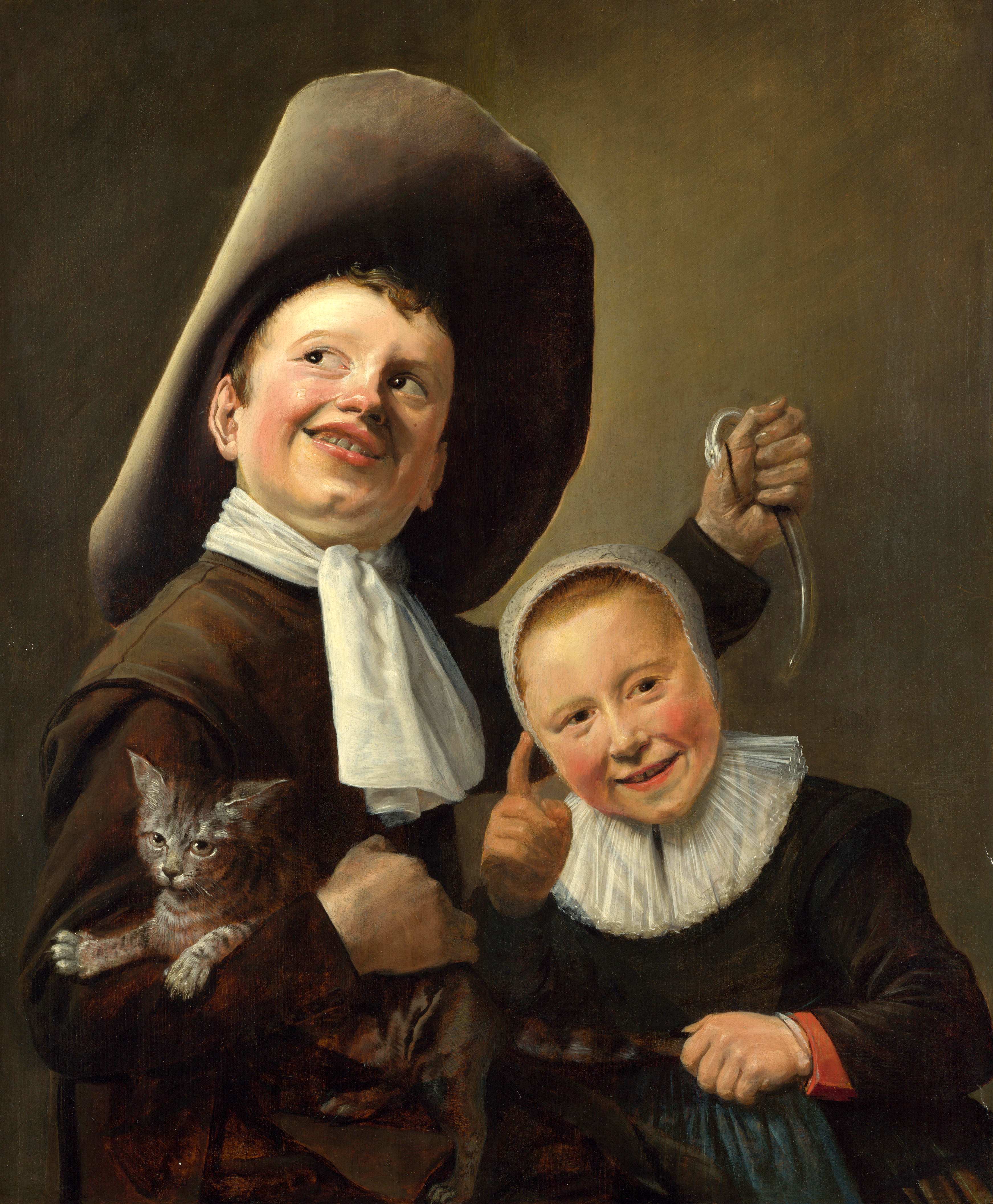
『猫とウナギを持つ少年と少女』(1635年頃)　ナショナル・ギャラリー (ロンドン)

## 参考資料
- Chadwick, Whitney, Women, Art, and Society, Thames and Hudson, London, 1990
- "Leyster, Judith" in Gaze, Delia, ed. Dictionary of Women Artists. 2 vols. Chicago: Fitzroy Dearborn, 1997.
- Harris, Anne Sutherland and Linda Nochlin, Women Artists: 1550-1950, Los Angeles County Museum of Art, Knopf, New York, 1976
- Broersen, Ellen, 'Judita Leystar': A Painter of 'Good, Keen Sense', from Judith Leyster: A Dutch Master and Her World, Yale University, 1993